# انگشته (بروجرد)
انگُشته روستایی از توابع بخش اشترینان شهرستان بروجرد در استان لرستان ایران است. روستای انگشته یکی از روستاهای سرسبز از بخش اشترینان شهرستان بروجرد در استان لرستان می‌باشد. روستای انگشته در نزدیکی مرز استان‌های همدان و لرستان واقع شده است. فرهنگ جغرافیایی ایران زبان مردم روستای انگُشته را لری ذکر کرده‌اند. مردم روستای انگشته در حال حاضر به گویش لری مینجایی و با لهجه مختص به خودشان تکلم می‌کنند. اکثریت مردم انگشته از ایل روزبهانی هستند که سال‌ها قبل از کهکدان (کی کیو) به این روستا نقل مکان کردند و سپس نام خانوادگی خود را به نوابی و فرخچه (برگرفته از نام خان‌ها و ارباب‌های حاکم وقت) تغییر دادند. البته افراد دیگری هم در این روستا ساکن هستند که همین دو نام فامیل را دارند ولی از ایل روزبهانی نیستند.
اقوام دیگری از جمله: جعفرآبادی، عسگرپور (گروهی از روزبهانی‌ها)، جعفری حقیقت، امیری، نوابی الحسینی، نبی انگشتری، حیات العینی (حیات الغیبی)، نیز متعلق به این روستا می‌باشند که عمدتاً از مناطق خرم‌آباد (حیات الغیب) و الشتر (طایفه میر یا امیری) به این روستا کوچ کرده‌اند. طایفه جعفرآبادی نیز اصالتاً از ایل ترکاشوند می‌باشند.
وجه تسمیه نام این روستا به‌طور قطع مشخص نشده و عده‌ای بر این باورند که نام اصلی روستا انگشتر می‌باشد که بعدها در لفظ به انگشته تبدیل شده است. روایت قدیمی دیگری در میان مردم رایج است که عده‌ای آن را ملاک قرار می‌دهند و آن روایت این است: زمانی که اولین گروه به این روستا رسیدند بر سر محل ساخت اولیهٔ روستا به بحث مشغول بودند که ناگهان شخصی در میان جمعیت به جایی اشاره می‌کند (ظاهراً مکانی که مسجد قدیمی روستا بعدها در آن ساخته شد مورد نظر است) بنابراین روستا احداث می‌شود و انگشته (یعنی جایی که با انگشت به آن اشاره شده) نام می‌گیرد.

## زبان
فرهنگ جغرافیائی ایران زبان مردم انگشته را لری ذکر کرده است.

## جمعیت
بنابر سرشماری مرکز آمار ایران، جمعیت انگشته در سال ۱۳۹۵ برابر با ۱۹۲ نفر بوده است که از این میان ۹۹ نفر مرد و بقیه زن بوده‌اند. این روستا ۶۶ خانوار دارد.